# 영월 청령포
영월 청령포(寧越 淸泠浦)는 대한민국 강원특별자치도 영월군에 있는 조선 단종의 유배지이다. 단종은 세조 찬위 후 세조 측근들의 탄핵으로 이곳에 유배되었다가 암살되었다. 2008년 12월 26일 대한민국의 명승 제50호로 지정되었다.

## 개요
영월 청령포는 어린 나이에 세조에게 왕위를 빼앗긴 단종의 유배지로 서쪽은 육육봉의 험준한 암벽이 솟아 있고 삼면이 강으로 둘러싸여 섬과 같이 형성된 곳으로 한양을 바라보며 시름에 잠겼다고 전하는 노산대, 망향탑 돌무더기 등 슬픈 역사가 남아 있는 유서 깊은 곳이다.
천연기념물인 ‘관음송’을 비롯하여 단종의 어가 주변에 조성된 크고 오래된 소나무림이 270° 돌아흐르는 서강과 어우러져 자연 경관이 뛰어난 명승지이다.
원래는 영월군에서 관리하였으나 2009년 명승지로 지정되면서 문화재청으로 이관되어서 문화재청 장릉관리소에서 겸임 관리를 하고있다.
산림청 공인지정 천년의 숲 우수상을 수상하였다.

## 현황
주변에 강이 흐르고 있어서 청령포 유람선을 타고 갈 수 있으며 단종이 머물렀던 어소(御所)와 금표비, 와송(臥松)과 망향탑 등이 있다.
단종의 어소는 단종이 생전이 머물렀던 곳으로 이 곳에서 글을 읽거나 휴식을 취하였으며 밤에 몰래 찾아온 엄흥도와 대화를 나누었던 공간이기도 하다. 엄흥도는 매일 밤이 되면 청령포 강을 건너서 어소에 자주 들리면서 단종이 암살되어서 영면할 때까지 그의 말동무가 되어서 외로움을 달래주었던 것으로 전해진다.
단종이 영면하게 되었을 때는 최후까지 그의 시신을 영월읍으로 이동하여 안장하였고 이것이 후의 장릉으로 불리게 된다.

### 엄흥도의 방문
유일하게 청령포를 오갔던 사람이자 단종의 말동무 역할을 하였으며 단종의 어소에 무단으로 출입하면 삼족을 멸한다는 어명에도 불구하고 단종을 생각하며 매일 밤이면 감시중인 군사들의 눈을 피해서 청령포 강을 건너서 어소에 있는 단종에게로 찾아와서 말동무가 되었던 것으로 전해진다. 단종은 유배 초기에는 밤이 되면 사람이 없는 외로운 분위기 때문에 슬픔에 잠기게 되었던 편이었으나 엄흥도가 매일 밤 몰래 어소로 들리면서 그나마 위안을 찾은 것으로 알려졌다.
단종이 유배 당시의 청령포는 왕의 어명에 따라 누구도 어소에 출입하지 못하도록 되어있으며 이를 어길 경우 삼족을 멸한다는 엄명을 유지하였던 편이었다. 또 단종을 데려가는 목적으로 청령포의 강을 건너도 처벌을 받는 것으로 알려졌기 때문에 엄흥도 이외에는 그 누구도 접근하지 못하였던 곳이었다.

## 갤러리

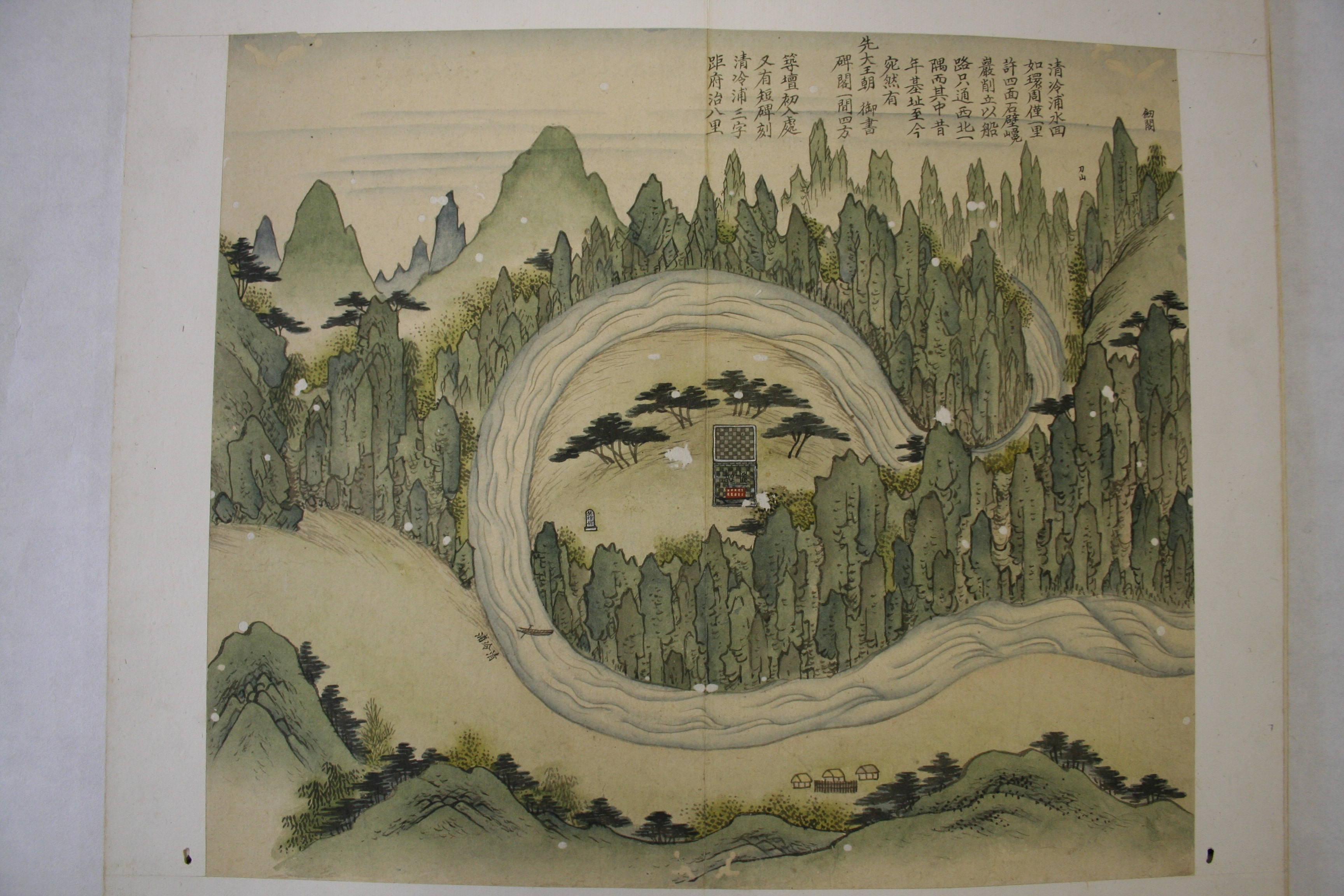
보물 제1536호 월중도(제2면 청룡포)

## 같이 보기
| - 영월 청령포 관음송 - 장릉 - 단종 - 금성대군 - 치악산 - 삼공제명암 - 사육신 - 생육신 - 엄흥도 - 김시습 - 금성단 | - 세조 반정 - 단종 복위 운동 - 동학사 - 원호 - 조려 - 이수형 - 이맹전 |

## 참고 자료
- 영월 청령포 - 국가유산청 국가유산포털